# Aerials
Aerials är en singel från 2002 av den amerikanska metalgruppen System of a Down. Låtens namn syftar till luften, då det engelska ordet "aerial" betyder just "flyg-, luft-, i luften" och framsidan på singeln visar ett flygfotografi, vilket syftar just till låtens namn. Låten gav bandet deras andra Grammy-nominering (den första nomineringen var med låten "Chop Suey!"). Låten nominerades i kategorin Best Hard Rock Performance år 2003, men förlorade till Foo Fighters låt "All My Life". Bandet skulle ha uppträtt med låten under Grammy-galan, men valde att tacka nej. "Aerials" innehåller en gömd bonuslåt som börjar spelas sedan den vanliga låten ("Aerials") har tagit slut. Denna bonuslåt brukar kallas "Arto", efter den armeniske sångaren Arto Tunçboyacıyan. "Aerials" finns med i spelet Rock Band 3  och låten kom på plats 106 på Y2KROQ Top 200 Songs of the Century. Den svenska death metal-gruppen Amon Amarth har spelat in en cover på denna låt som kom med som en bonuslåt på deras album Surtur Rising.

## Låtlista
Alla låtar är skrivna och komponerade av System of a Down, om inte annat anges. 
| Nr | Titel                     | Längd |
| -- | ------------------------- | ----- |
| 1. | Aerials                   | 3:57  |
| 2. | Toxicity (Live-version)   | 3:41  |
| 3. | P.L.U.C.K. (Live-version) | 3:39  |

| 1. | Aerials                   | 3:57 |
| 2. | Toxicity (Live-version)   | 3:41 |
| 3. | P.L.U.C.K. (Live-version) | 4:09 |

| 1. | Aerials                   | 3:58 |
| 2. | Toxicity (Live-version)   | 4:51 |
| 3. | P.L.U.C.K. (Live-version) | 4:09 |
| 4. | Aerials (Musikvideo)      | 4:03 |

| 1. | Aerials              | 3:58 |
| 2. | Streamline           | 3:39 |
| 3. | Sugar (Live-version) | 4:07 |

| 1. | Aerials                   | 3:57 |
| 2. | Toxicity (Live-version)   | 4:51 |
| 3. | Sugar (Live-version)      | 4:10 |
| 4. | P.L.U.C.K. (Live-version) | 4:51 |
| 5. | Aerials (Live-video)      |      |

| 1. | Aerials | 3:57 |

| 1. | Aerials                   |  |
| 2. | Snowblind (Black Sabbath) |  |